# القراقر (دوعن)
'

تعديل مصدري - تعديل

القراقر هي إحدى قرى عزلة صيف بمديرية دوعن التابعة لمحافظة حضرموت، بلغ تعداد سكانها 182 نسمة حسب تعداد اليمن لعام 2004.